# اسکار ریگتی
اسکار ریگتی (انگلیسی: Oscar Righetti; ۱۷ سپتامبر ۱۹۴۸ – ۱۴ سپتامبر ۲۰۰۶) بازیکن فوتبال اهل ایتالیا بود.
از باشگاه‌هایی که در آن بازی کرده‌است می‌توان به باشگاه فوتبال اینتر میلان، باشگاه فوتبال پیاچنزا، باشگاه فوتبال اسپال، و باشگاه فوتبال کروتونه اشاره کرد.